# Pterostylis truncata
Pterostylis truncata är en orkidéart som beskrevs av Robert Desmond David Fitzgerald. Pterostylis truncata ingår i släktet Pterostylis och familjen orkidéer. Inga underarter finns listade i Catalogue of Life.